# Британіка
Encyclopædia Britannica (англ. British Encyclopaedia, укр. Британська енциклопедія), або Британіка — найповніша й найстаріша універсальна енциклопедія англійською мовою. Близько 100 штатних редакторів і понад 4000 авторів брали участь у написанні статей для 32 томів (32 640 сторінок) останнього 15-го друкованого видання енциклопедії, яке завершило 244-річну історію друку енциклопедії. Вже у березні 2012 року Британіка була перетворена в інтернет-енциклопедію, після того, як Encyclopædia Britannica, Inc. оголосила, що більше не буде публікувати друковану версію, а натомість зосередиться на онлайн-версії Encyclopædia Britannica Online.

## Історія

### Заснування

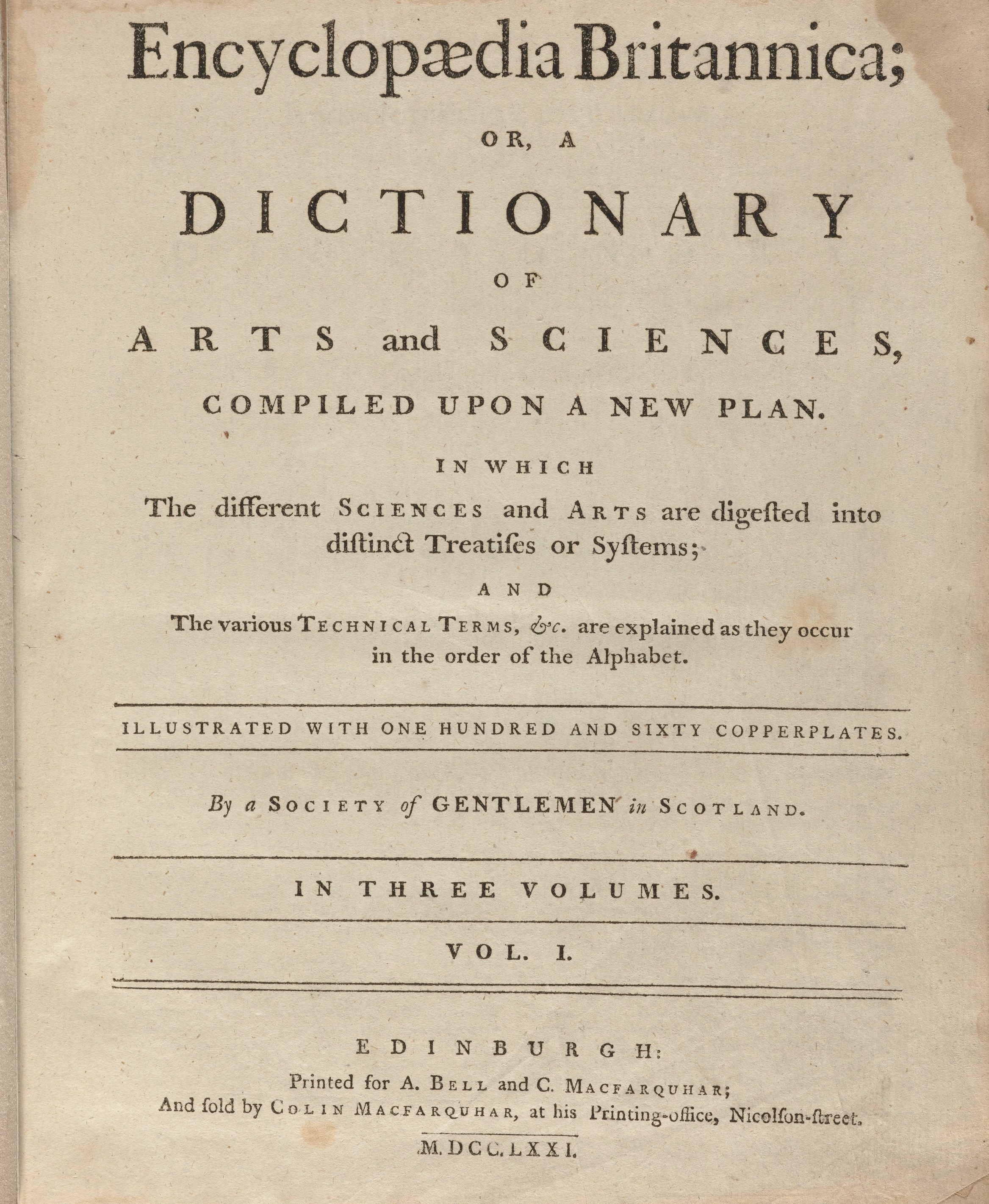
Титульний лист першого видання

У 1768 році друкар К. Макфаркуер, гравер Е. Белл і редактор В. Смеллі заснували «Товариство шотландських джентльменів» у шотландському місті Единбург з метою створення та видання оригінальної енциклопедії. На цей проєкт мав вплив успіх французів Д. Дідро та Ж. Д'Аламбера, які у 1752 році розпочали видавати «Енциклопедію, або Тлумачний словник наук, мистецтв і ремесел». Нова енциклопедія, за задумом їх творців, повинна була мати стати практичним посібником з різних галузей практичної діяльності, містити перевірену наукову інформацію і побудована за алфавітним принципом.
Робота над енциклопедією розпочалася у грудні 1768 року з видання двотижневого «Словника мистецтв та наук», який розповсюджувався за передплатою, всього вийшло сто номерів. Цей словник став основою виданою у 1771 році тритомної новітньої універсальної енциклопедії, що отримала назву «Британіка». Це була перша у світі завершена універсальна
енциклопедія, бо Д. Дідро та Ж. Д'Аламбер закінчили видання своєї енциклопедії у 1780 році.
Перше видання «Британіки» мало 2,5 тисячі сторінок, 160 гравюр, які виконав Е. Белл. Для енциклопедії написали статті відомі на той час науковці, у випадку коли знавці не знаходилися, то статті писав сам В. Смеллі. Проєкт виявився успішним. Незважаючи на високу вартість на той час у 12 фунтів стерлінгів, було продано три тисячі примірників, що для кінця XVIII століття становило значне число.

### Видання в Единбурзі
Побачивши, що читачів цікавлять статті на культурологічну, мистецьку та історичну тему і особливо біографії видатних особистостей, К. Макфаркуер та Е. Белл вирішити удосконалити енциклопедію у цьому аспекті (В. Смеллі не підтримав їх і відійшов від проєкту). Друге видання енциклопедії у десяти томах було видане у 1777—1784 роках за редакцією Дж. Тітлера. У ньому появилися великі за обсягом статті, тематика відповідала очікуванням користувачів, всі статті пов'язані з географією, ілюструвалися картами.
Успіх «Британіки» приносив доходи видавцям. Так від третього видання отримали 42 тисячі фунтів стерлінгів прибутку. Проте для підтримання належного рівня статей доводилося залучати кваліфікованих, авторитетних авторів, що потребувало значних витрат. Видавці стали шукати способи зменшення вартості підготовки видання. Одним із них стало використання матеріалів попередніх видань, що не потребували оновлення, зокрема історичної тематики, біографії особистостей минулого. Так восьме видання «Британіки» (21 том, 1853—1860 роки) містило багато матеріалів попереднього. У десятому
виданні (35 томів, 1902—1903 роки) нові відомості складали лише 11 томів, решта 24 були фактично без змін запозичені з попереднього, дев'ятого випуску (24 томи, 1875—1889 роки).

### Кембриджське видання

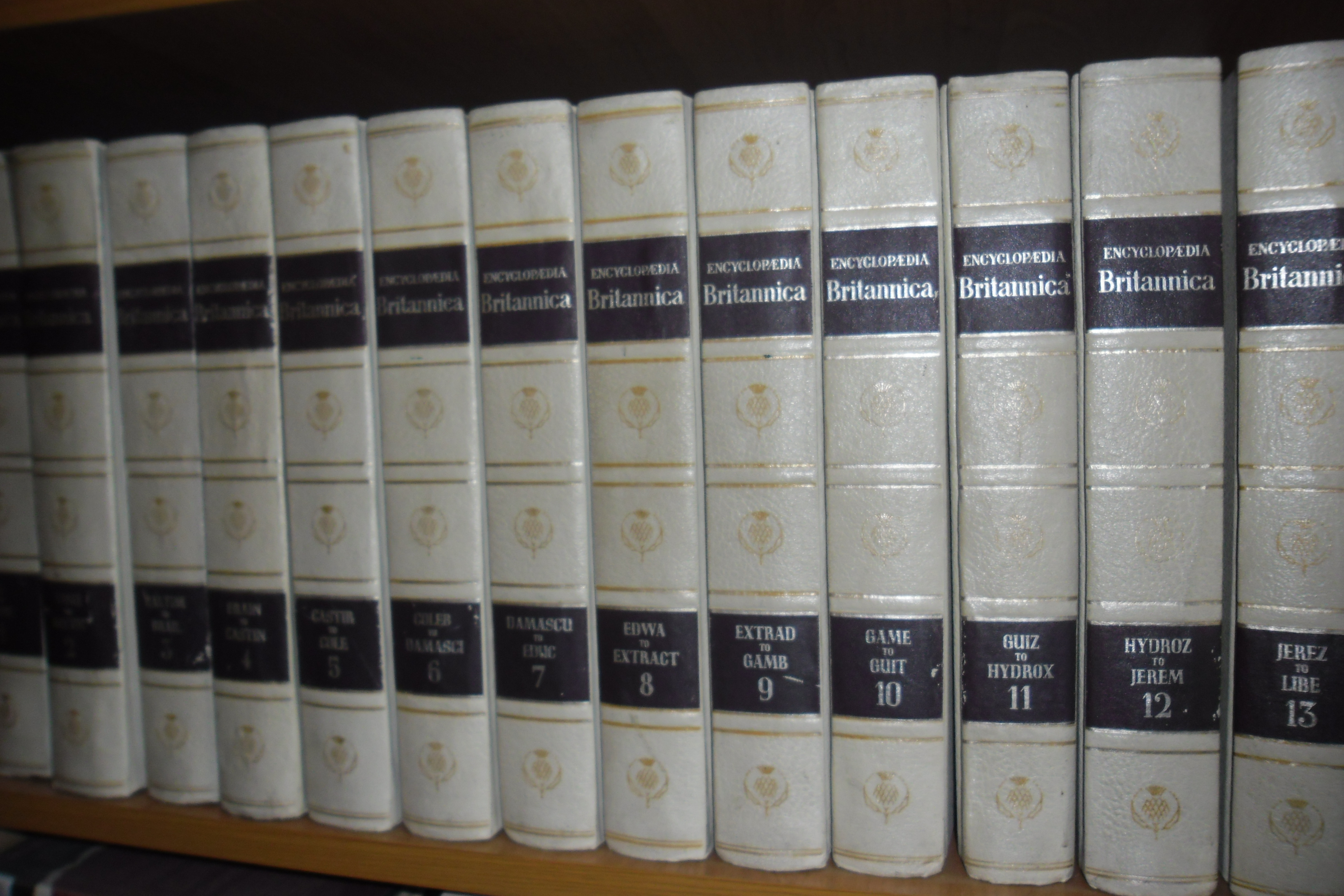
Британська енциклопедія

Проблеми з фінансами не вдалося подолати, тому для їх вирішення довелося скористатися фінансовою підтримкою бізнесменів США. У травні 1901 року права на випуск «Британіки» викупив Г. Хупер, нью-йоркський видавець, власник мережі книгарень. Також для випуску енциклопедії спонсорську допомогу виділила лондонська газета «Таймс». Одинадцяте видання було підготовлене упродовж 1910—1911 років. Воно отримало неофіційну назву «кембриджське», тому що його випуск був здійснений у видавництві Кембриджського університету. Головним редактором 11-го видання був Г'ю Чісголм. Видання складалося з 29 томів і містило понад 40 тисяч статей. Статті мали практичне застосування, були компактнішими, зросла кількість ілюстрацій, карт. Біографії видатних особистостей були викладені більш ґрунтовно. Недавні події були широко відображені у енциклопедії.

### Переїзд до Чикаго

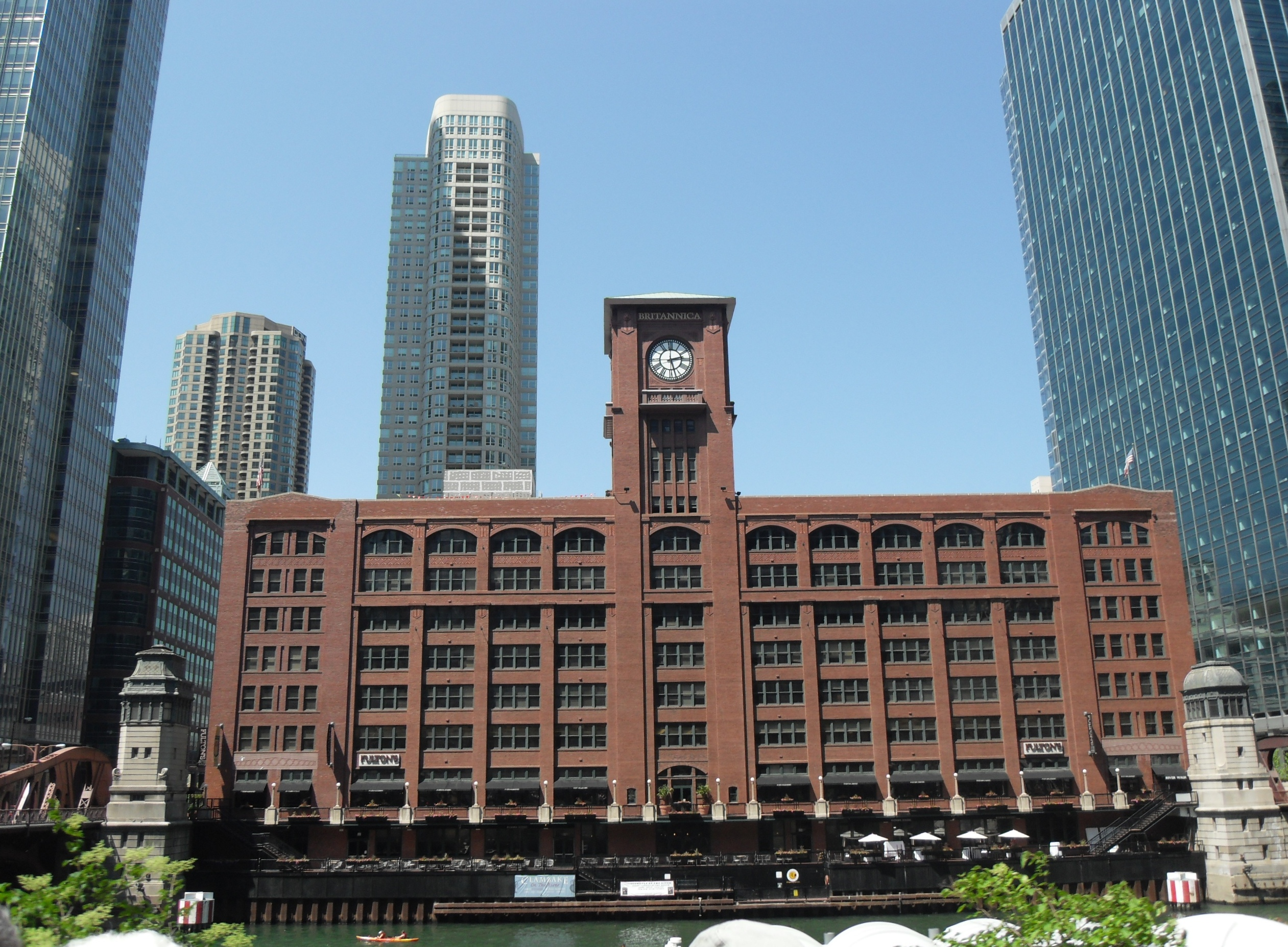
Головний офіс енциклопедії «Британіка» в Чикаго.

Хоч одинадцяте видання мало успіх, проте воно не допомогло вирішити фінансові проблеми У 1920 році Г. Хупер продав права на випуск «Британіки» Дж. Розенвальду, який володів чиказькою видавничою фірмою. Дванадцяте (1921—1922 роки) та тринадцяте (1926 рік) видання «Британіки» були фактичними оновленнями кембриджського випуску з удосконаленою системою посилань між статтями. Видання чотирнадцятого випуску «Британіки» (1929—1933 роки) припало на економічну кризу і доходів не принесло.
Видавнича група «Британіки», врахувавши, що користувачі потребували актуальних довідкових матеріалів, стрімкий розвиток різних наук, розпочала у 1933 році новий випуск енциклопедії, який отримав назву «удосконалене чотирнадцяте видання». У 1938 розпочався випуск щорічного однотомного додатку до енциклопедії під назвою «Книга року». У ньому були висвітлені найважливіші події, факти та інша інформація за рік, що минув.

## П'ятнадцяте видання

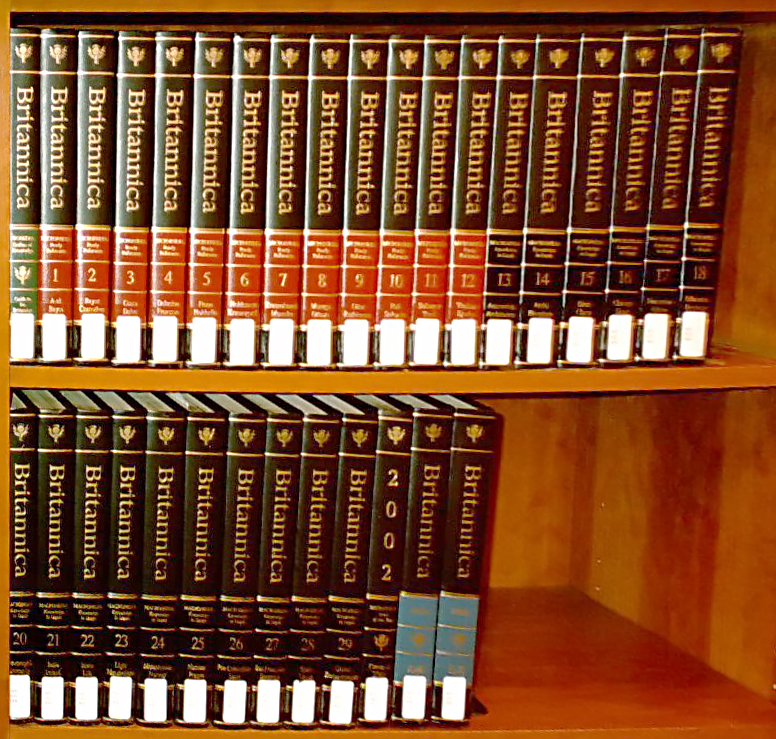
П'ятнадцяте видання: Зелений корінець — «Пропедія», червоний — «Мікропедія» (12 томів), чорний — «Макропедія» (17 томів) і «Книга року» (2002), сірий — «Індекс» (2 томи)

У 1974—1984 роках вийшло п'ятнадцяте видання «Британіки» у 32 томах. Цей випуск має унікальну побудову, яку не має жодна інша універсальна енциклопедія світу. В енциклопедії є алфавітно-тематичний покажчик у двох томах («Індекс»), матеріал викладений у томах, які поділено на дві частини: «Мікропедія» (спочатку 10, згодом 12 томів) та «Макропедія» (19, згодом 17 томів) та «Пропедія» в одному томі, яка містить навчальні плани для отримання знань тільки за матеріалами «Британіки». Видання містить загалом близько 32 тисяч сторінок, більше 65 тис. статей, 24 тис. фотографій, карт та ілюстрацій, коштує близько 1400 доларів США.
У 1985—2010 роках вийшла оновлена і перероблена версія п'ятнадцятого видання «Британіки» у 32 томах. Останнє друковане видання.

## Електронні версії
Перша версія «Британніки» для комп'ютерів була видана 1981 року. У 1989-му енциклопедія з'явилася на компакт-дисках, а в інтернеті дебютувала 1994 року.
У 1997 році видавці ухвалили рішення про припинення паперової версії енциклопедії. Проте у 2002 році було визнано, що рішення було помилкове і з 2002 року відновився випуск у звичному форматі.
У 2012, за повідомленням Бі-Бі-Сі, «Британніка» припиняє виходити у друкованому вигляді й буде доступною для користувачів лише в Інтернеті та на електронних носіях.